# تارغوفيشته
تارغوفيشته هي مدينة بلغارية، ويبلغ عدد سكانها 46.724 نسمة .

## توأمة
لتارغوفيشته اتفاقيات توأمة مع كل من:
- كوزاني
- ترجوفيشت
- كوتبوس (1975 - )
- سمولينسك
- سانتا ماريا دا فييرا
- واترلو
- سوريسن
- كومبتون

## صور

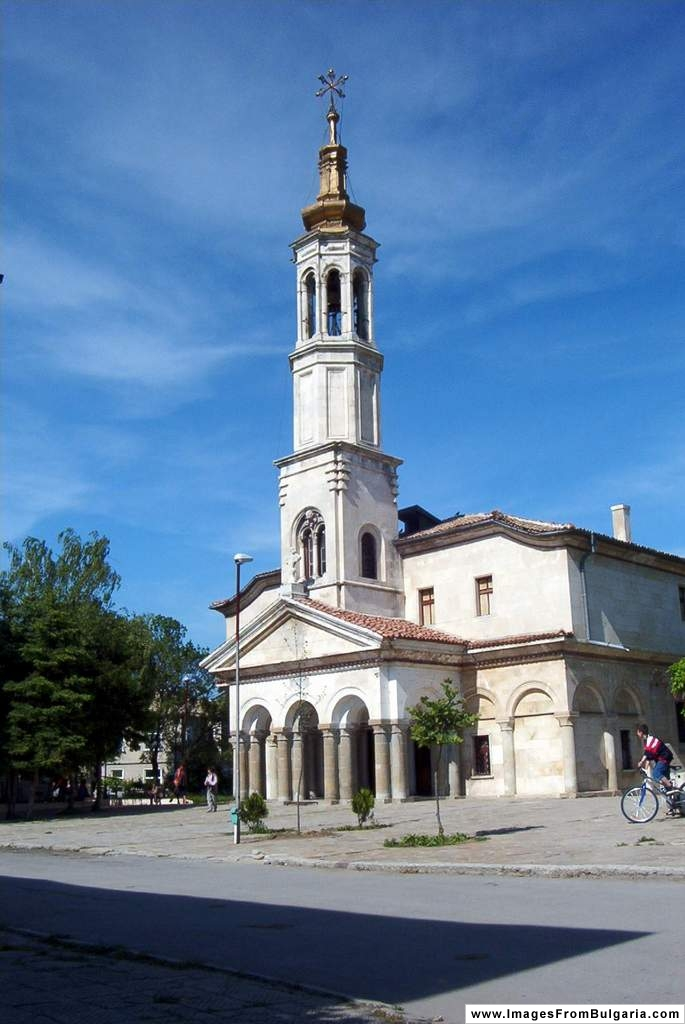
كنيسة
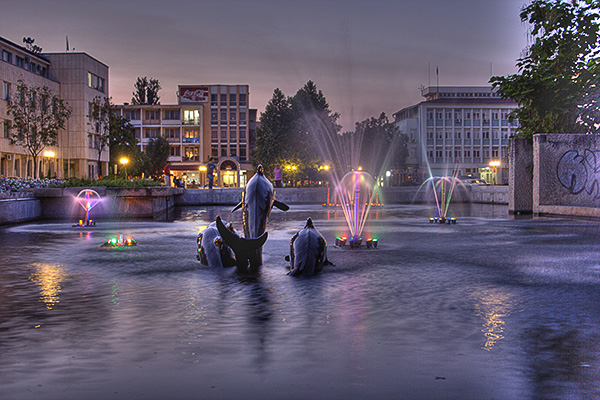
مركز المدينة
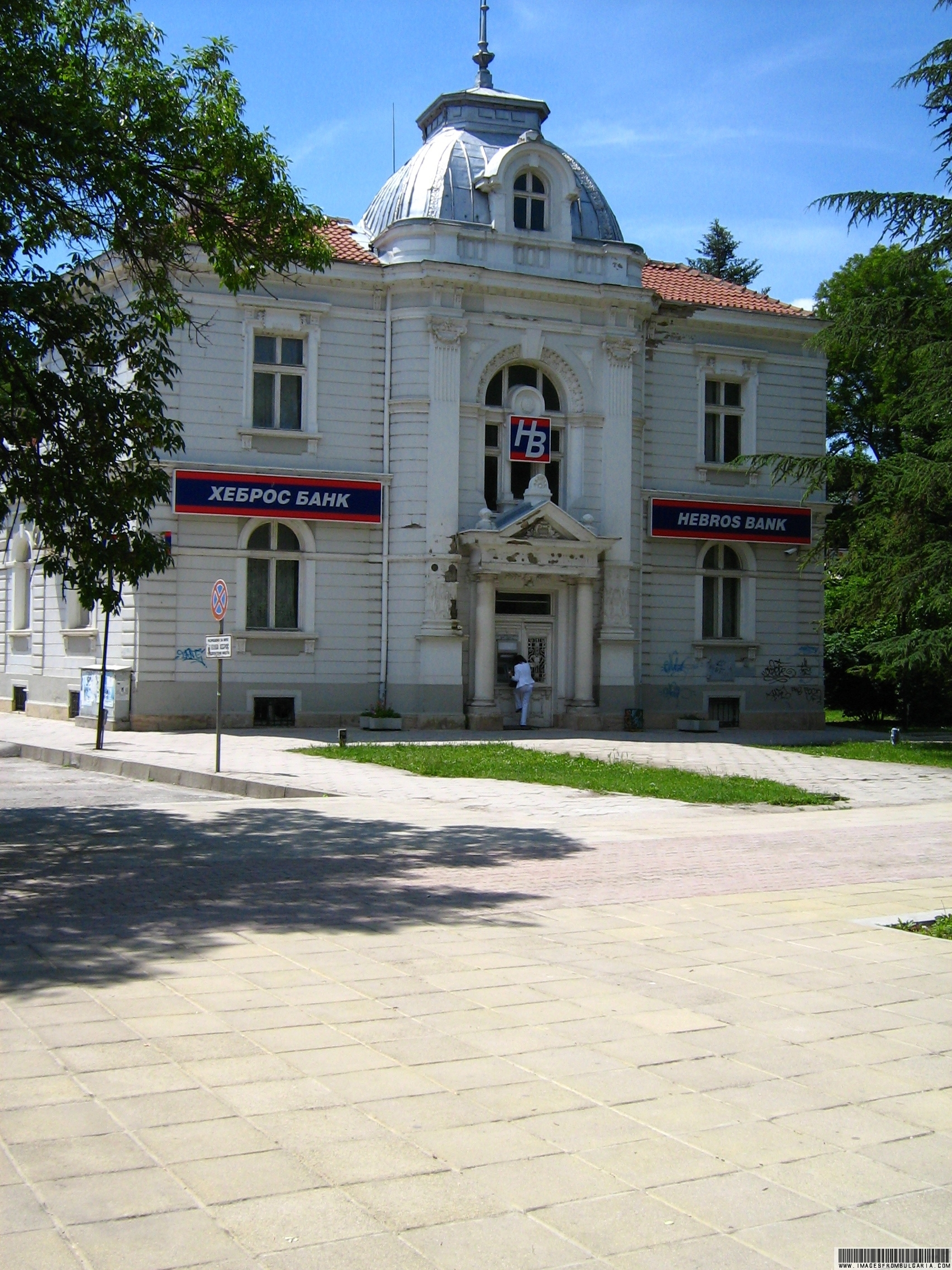
شارع في تارغوفيشته
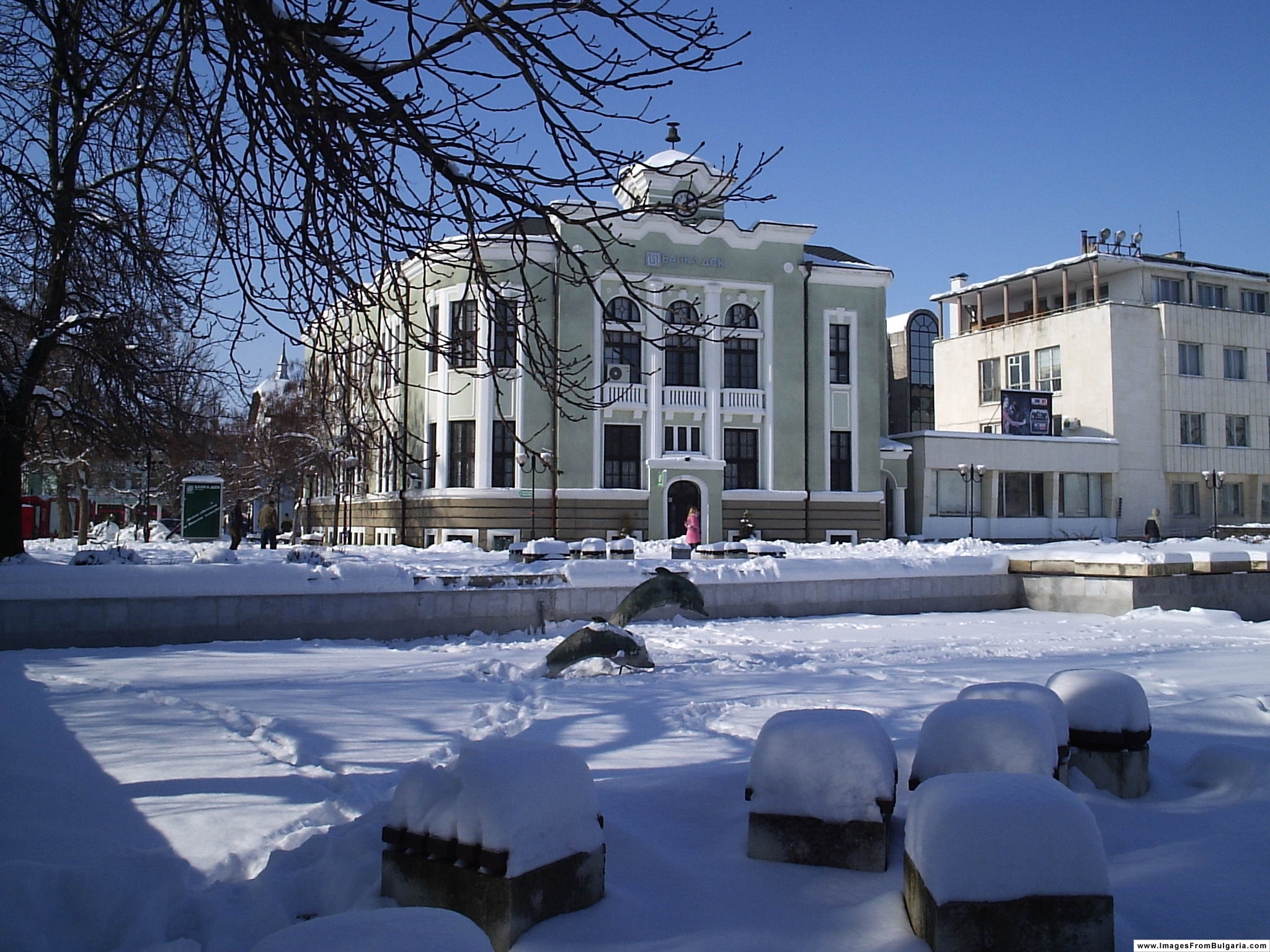
شارع
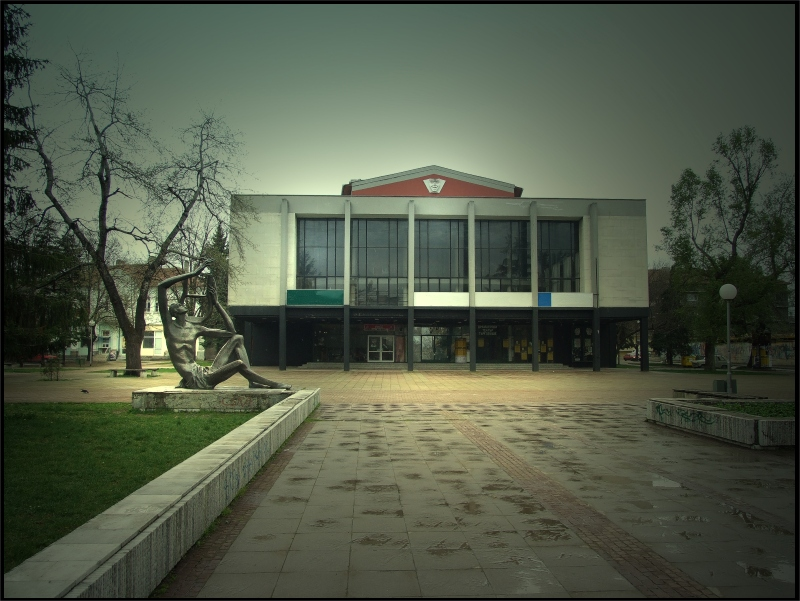
منحف المدينة
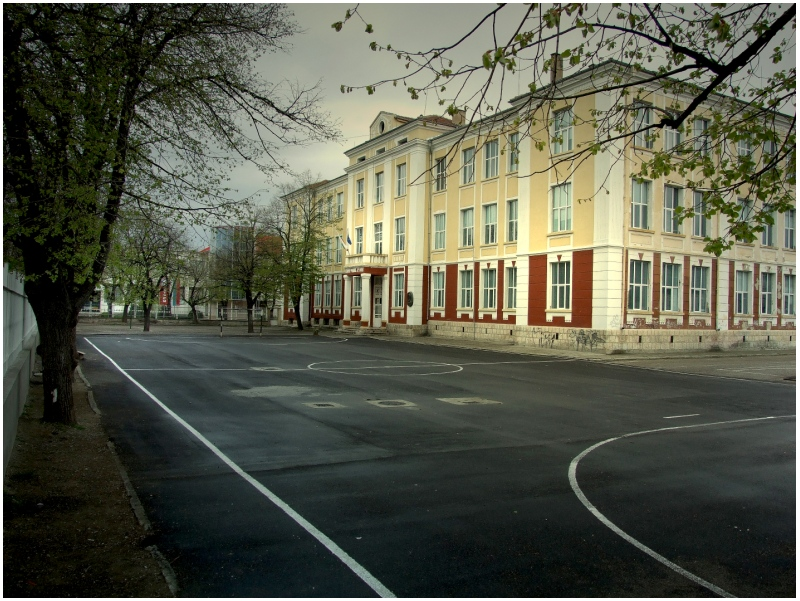
مدرسة بوتيف
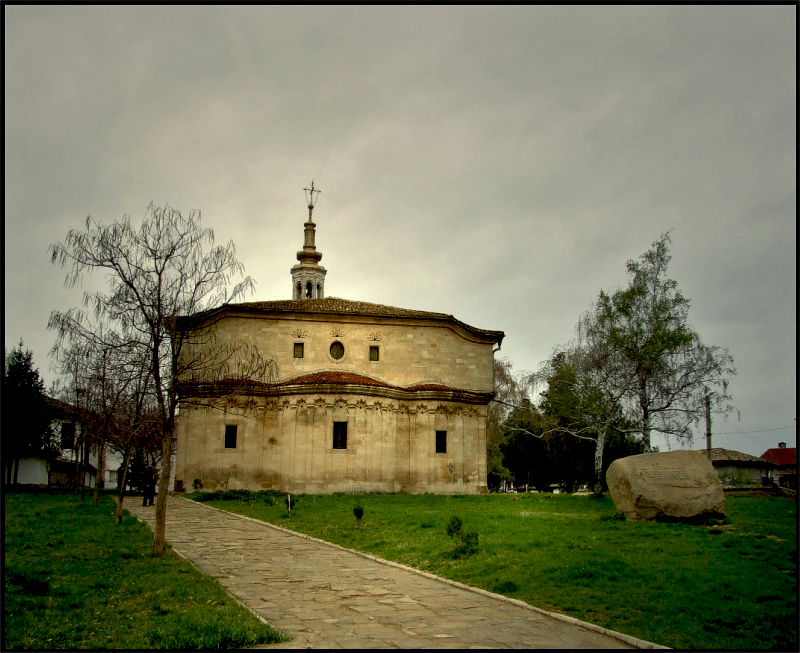
كنيسة قديمة
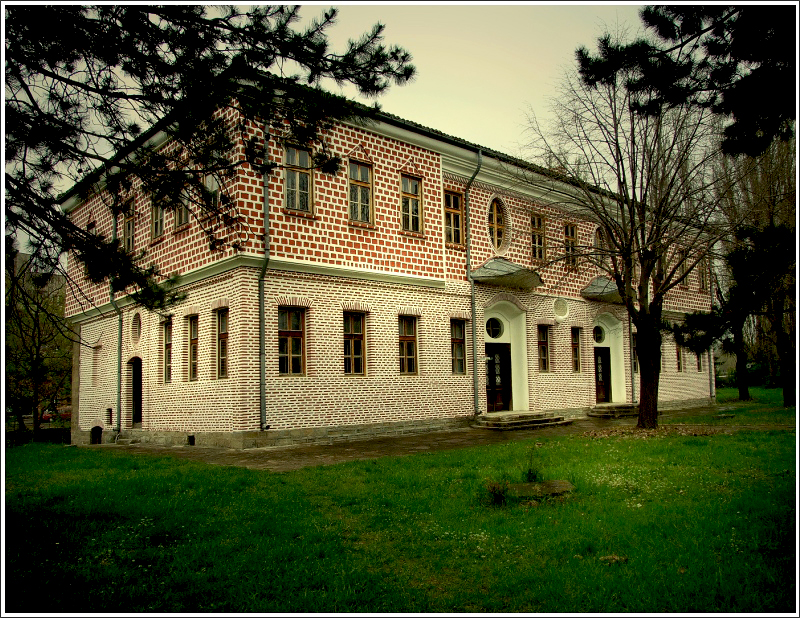
مدرسة سابقا (متحف حاليا)
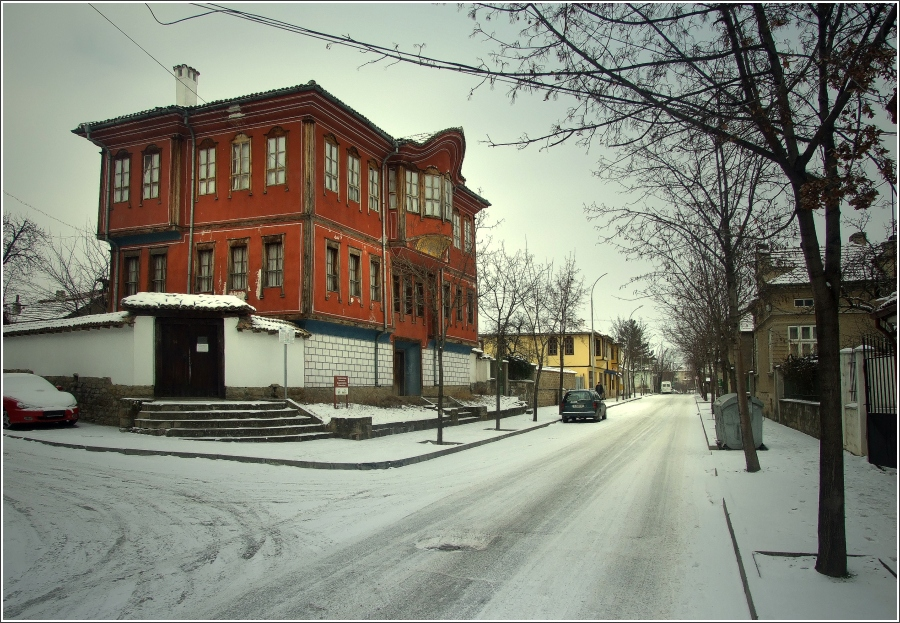
مبنى
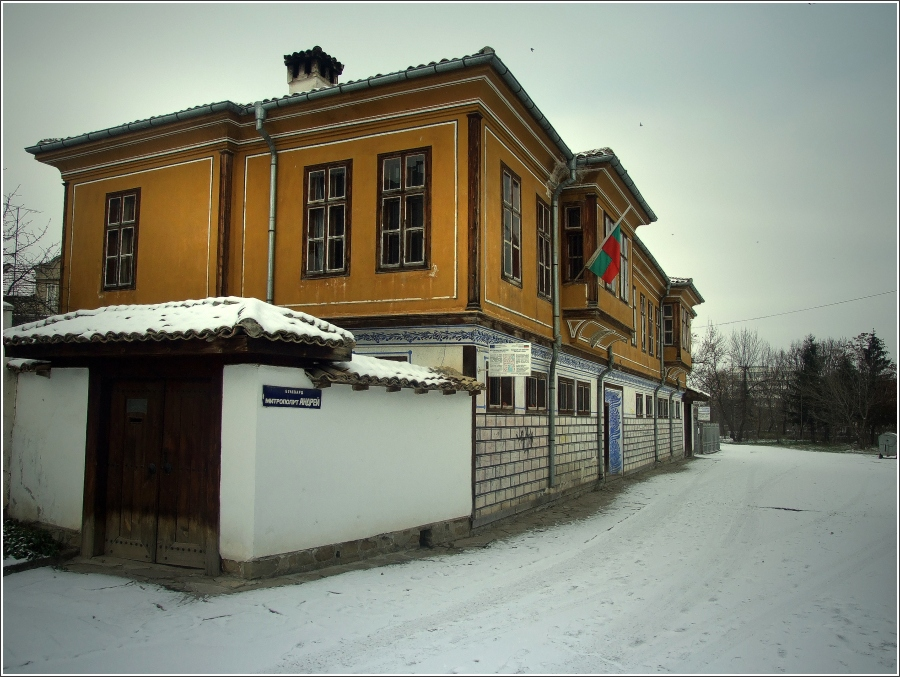
مبنى
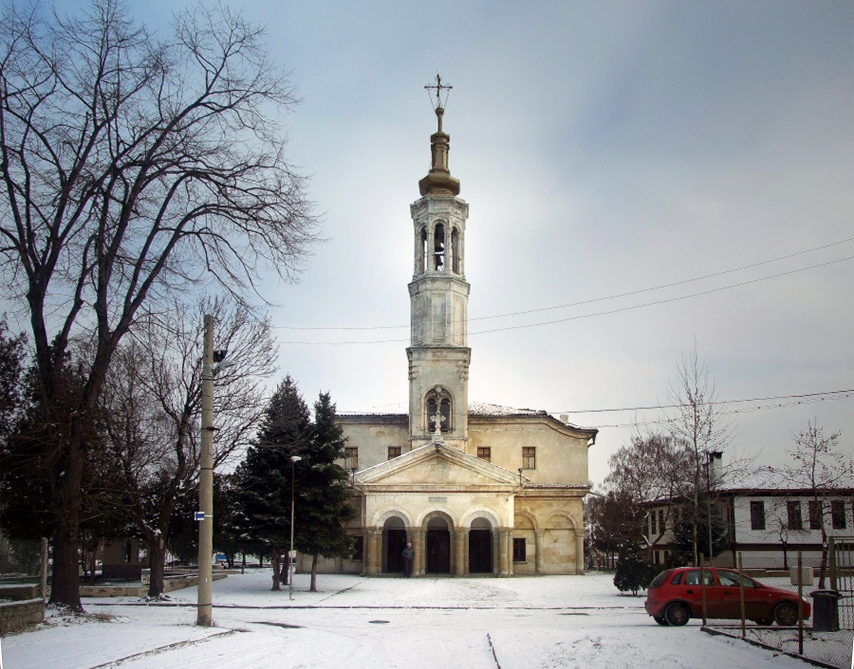
كنيسة
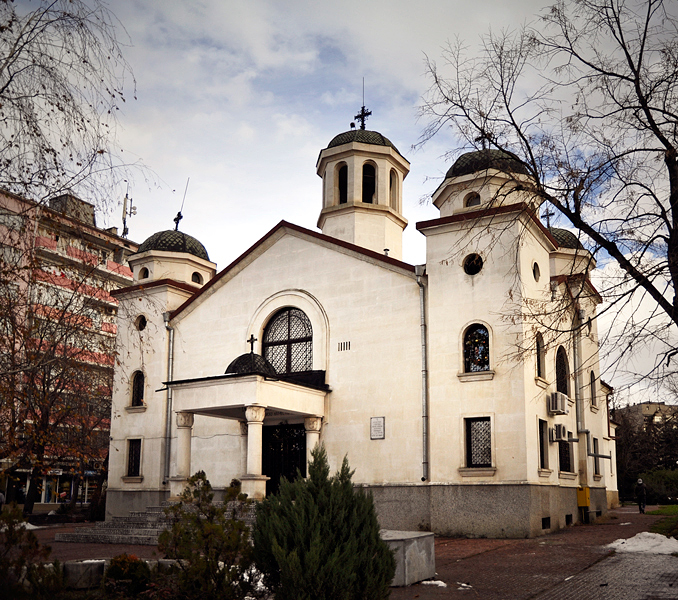
شارع جون

## أعلام
- إسماعيل عيسى